# Lilium canadense
Espèce
Classification phylogénétique
Le lis du Canada (Lilium canadense) est une espèce de plantes à fleurs de la famille des Liliacées. C'est une plante herbacée à bulbe originaire de l’est de l'Amérique du Nord. Cette grande plante figure sur la liste des espèces vulnérables au Québec.

## Caractéristiques
Le lis du Canada développe des rhizomes épais le long desquels se développent des bulbes mesurant entre 2,5 et 5 cm. Ce mode de développement semble être le propre des espèces américaines.
La tige atteint entre 60 cm et 2 mètres de haut. Les feuilles à nervures parallèles sont lancéolées et disposées en verticilles le long de la tige.
L'inflorescence porte entre 1 et 16 fleurs, toutes munies d'un long pédoncule. Les fleurs inclinées apparaissent en été. Elles sont généralement orange clair tachetées de brun, mais on observe à l'occasion des variantes dans les tons de jaune ou d'orange foncé.
Le fruit est une capsule de 3 à 5 cm de long. Selon la Flore laurentienne, la production de capsule contenant des semences viables est plutôt rare.

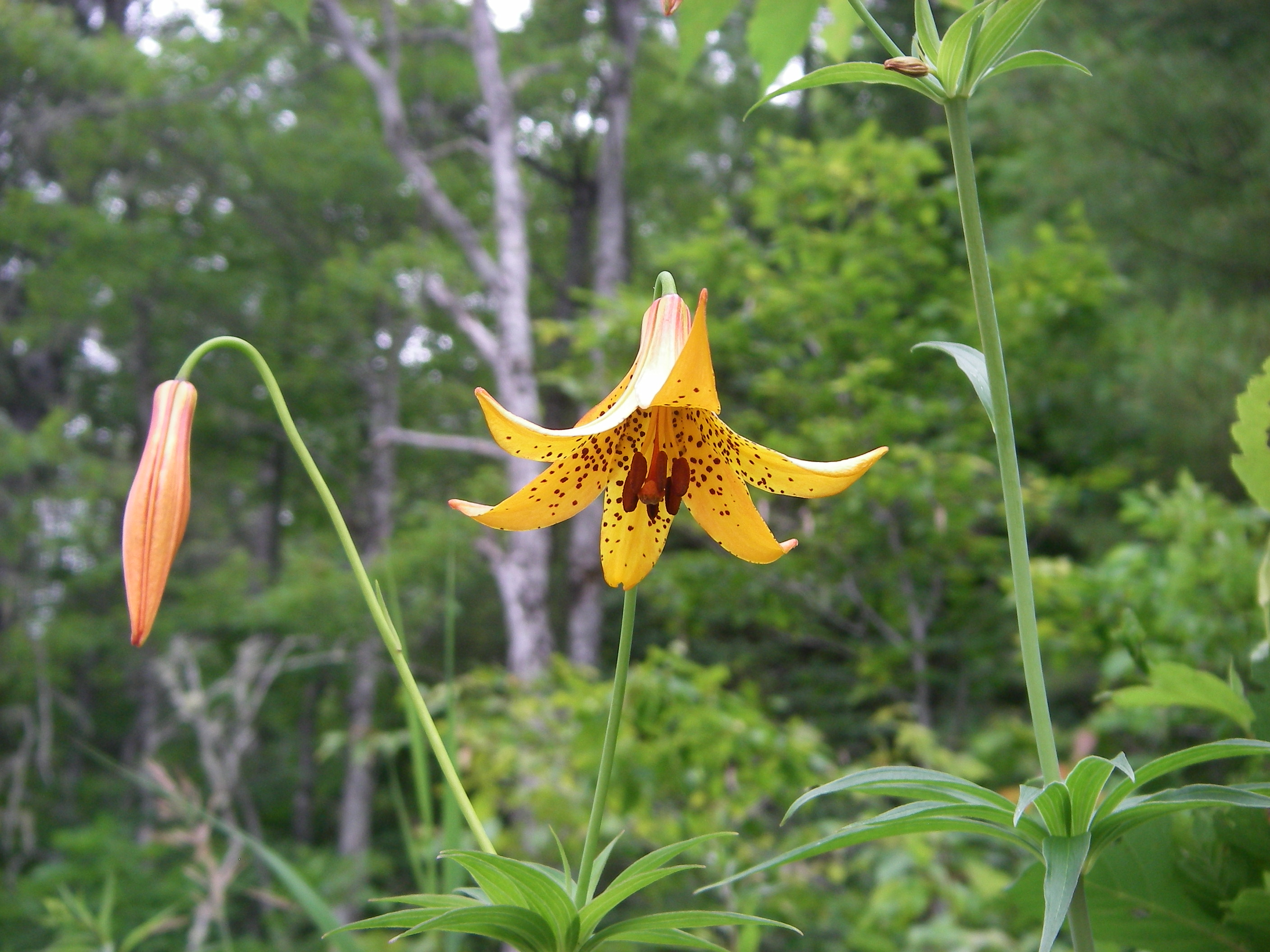
dans le Maine, aux USA
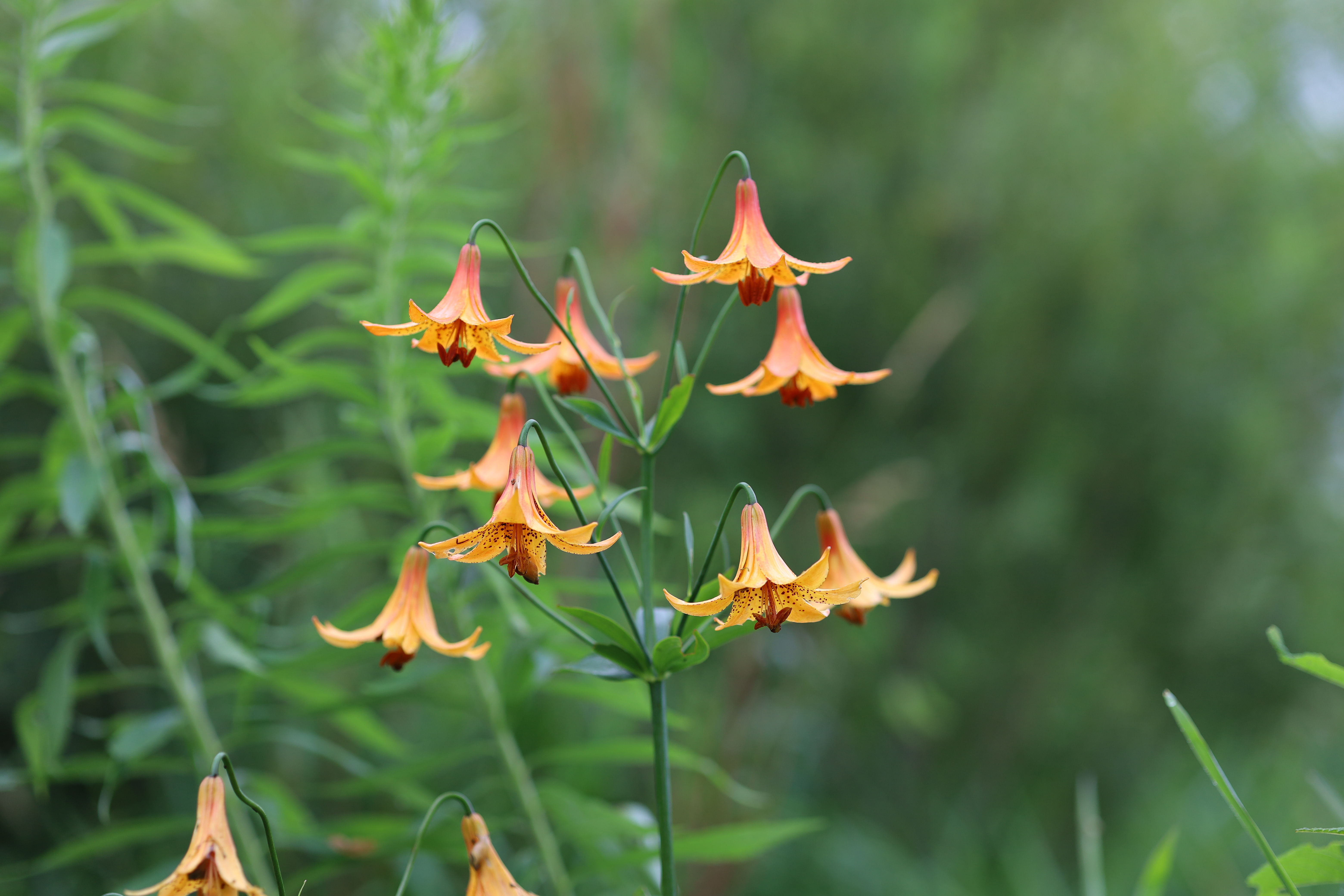
Lilium  canadense L., sur les berges de la rivière Batiscan, au Québec

## Écologie
La plante se développe en petites colonies éparses, dans les champs humides, les bois éclaircis et les grèves estuariennes.